# لاري غلادني
لاري غلادني (مواليد 1957) عالم أمريكي في فيزياء الجسيمات التجريبية وعالم كونيات. في عام 2019، أصبح أستاذًا في الفيزياء وشغل عمادة فيليس والاس للتنوع وتطوير الهيئة التدريسية في جامعة ييل. شغل سابقًا أستاذية إدموند ولويز خان لتميز الهيئة التدريسية ومنصب عميد مشارك للعلوم الطبيعية في جامعة بنسلفانيا. يركّز بحثه على القضايا المتعلقة بأصل توسّع الكون بعد الانفجار العظيم، وعلى الروابط الأساسية بين المادة والطاقة والمكان والزمان. حصل غلادني على العديد من الزمالات والجوائز، وهو أستاذ زائر سابق في مختبر لورنس بيركلي الوطني. ظهر غلادني في التاريخ الشفوي لعام 2006 الذي أعدّه صناع التاريخ، وهو مشروع أرشيف رقمي يُحفَظ في مكتبة الكونغرس لتوثيق مساهمات الأمريكيين الأفريقيين في تاريخ الولايات المتحدة والمجتمع الأمريكي.

## سيرته الذاتية
وُلد لاري غلادني في عام 1957 في كليفلاند، ميسيسيبي. ربّته والدته، آني لي غلادني، في إيست سانت لويس، إلينوي، حيث التحق بالمدرسة الابتدائية والثانوية، وتخرج في عام 1975 في مدرسة إيست سانت لويس الثانوية. حصل على درجة البكالوريوس في الفيزياء من جامعة نورث وسترن عام 1979، ودرجة الدكتوراه في الفيزياء من جامعة ستانفورد عام 1985. وحصل من عام 1985 إلى عام 1988 على زمالة ما بعد الدكتوراه في جامعة بنسلفانيا حيث انضم آنذاك إلى الهيئة التدريسية. وصل إلى مرتبة أستاذ كامل في عام 2005، وأصبح فيما بعد رئيسًا لقسم الفيزياء. شغل خلال فترة وجوده في جامعة بنسلفانيا منصب رئيس المجلس الاستشاري لأعضاء الهيئة التدريسية في مركز الموارد الأمريكي الأفريقي. وشغل أيضًا أستاذية إدموند ولويز خان لتميز الهيئة التدريسية وكان عميدًا مشاركًا للعلوم الطبيعية، بينما كان يعمل في منصب ثانوي كأستاذ للتعليم في قسم التعليم العالي في كلية الدراسات العليا للتعليم في جامعة بنسلفانيا. خلال فترة وجوده في جامعة بنسلفانيا، كان أيضًا نشطًا في مجال التوعية بتعليم العلوم في المدارس العامة ومدارس الأبرشية في منطقة فيلادلفيا. في عام 2019، أصبح أستاذًا في الفيزياء وشغل عمادة فيليس والاس للتنوع وتطوير الهيئة التدريسية في جامعة ييل. أنشأت جامعة ييل منصب عميد التنوع هذا في عام 2015 بعد أن تظاهر الطلاب احتجاجًا على ما وصفوه بالجو غير المرحِّب بالطلاب السود في الجامعة.

## البحث والريادة في الفيزياء
تخصّص لاري غلادني في فيزياء الجسيمات الفلكية وعلم الكونيات وفيزياء الجسيمات التجريبية. ويجري بحثًا مكثّفًا حول القوى النووية الضعيفة للكواركات الثقيلة وطبيعة الطاقة المظلمة. رأى أحد اكتشافاته الأولى النور في مكشاف مصادم فيرميلاب حيث درس في منتصف ثمانينيات القرن العشرين القوى النووية الضعيفة للهادرونات القاعية. وفي الآونة الأخيرة، يشارك في البحث مع مقراب المسح الشامل الكبير -قيد الإنشاء في تشيلي- الذي يهدف إلى حساب تاريخ توسّع الكون.
يعمل غلادني في الفريق الاستشاري لفيزياء الطاقة العالية التابع لمؤسسة العلوم الوطنية ووزارة الطاقة، ومجلس مراجعة المدير في مختبر لورنس بيركلي الوطني، واللجنة الاستشارية للفيزياء التجريبية لمركز المعجل الخطي ستانفورد، واللجنة الاستشارية لمرصد الموجات الثقالية بالتداخل الليزري (ليغو) في كالتيك.

## الزمالات والتكريمات
حصل لاري غلادني على العديد من الزمالات والجوائز. من 1989 إلى 1994، كان باحثًا شابًا رئيسًا في مؤسسة العلوم الوطنية. حصل على زمالة ليلي للتدريس في عام 1990. وفي عام 1997، حاز على جائزة إدوارد بوشيه من الجمعية الفيزيائية الأمريكية وجائزة المحاضر لمارتن لوثر كينغ الابن من جامعة وين ستيت. ومنحته جمعية الطلاب الخريجين المحترفين السود في جامعة بنسلفانيا جائزة خدمة المجتمع المتميزة لجهوده في توجيه الباحثين الشباب وتشجيعهم.